# Kagoma (periodiskt vattendrag i Burundi, Muramvya)
Kagoma är ett periodiskt vattendrag i Burundi.   Det ligger i provinsen Muramvya, i den centrala delen av landet, 50 kilometer öster om huvudstaden Bujumbura.
Omgivningarna runt Kagoma är en mosaik av jordbruksmark och naturlig växtlighet. Runt Kagoma är det tätbefolkat, med 369 invånare per kvadratkilometer.